# Monte Morello
Monte Morello este o arie protejată (arie specială de conservare — SAC, sit de importanță comunitară — SCI) din Italia întinsă pe o suprafață de 4.174 ha, integral pe uscat.

## Localizare
Centrul sitului Monte Morello este situat la coordonatele 43°52′11″N 11°14′00″E / 43.869722°N 11.233333°E.

## Înființare
Situl Monte Morello a fost declarat sit de importanță comunitară în iunie 1995 pentru a proteja 1 specie de plante și 17 specii de animale. Situl a fost protejat și ca arie specială de conservare în mai 2016.

## Biodiversitate
Situată în ecoregiunea mediteraneană, aria protejată conține 6 habitate naturale: Păduri de Quercus ilex și Quercus rotundifolia, Pajiști uscate seminaturale și facies de acoperire cu tufișuri pe substraturi calcaroase (Festuco-Brometalia) (* situri importante pentru orhidee), Păduri de stejar alb estice, Peșteri inaccesibile publicului, Formațiuni de Juniperus communis pe lande sau pajiști calcaroase, Păduri aluvionare cu Alnus glutinosa și Fraxinus excelsior (Alno-Padion, Alnion incanae, Salicion albae).
La baza desemnării sitului se află mai multe specii protejate:
- plante (1): Himantoglossum adriaticum
- păsări (10): caprimulg (Caprimulgus europaeus), erete vânăt (Circus cyaneus), șoim călător (Falco peregrinus), vânturel roșu (Falco tinnunculus), sfrâncioc roșiatic (Lanius collurio), sfrâncioc cu cap roșu (Lanius senator), mierlă albastră (Monticola solitarius), ciuf-pitic (Otus scops), viespar (Pernis apivorus), Sylvia hortensis
- amfibieni (3): Bombina pachypus, Salamandrina terdigitata, Triturus carnifex
- nevertebrate (2): Austropotamobius pallipes, Euplagia quadripunctaria
- pești (2): Squalius lucumonis, Telestes muticellus

Pe lângă speciile protejate, pe teritoriul sitului au mai fost identificate 8 specii de plante, 5 specii de amfibieni, 4 specii de mamifere, 9 specii de nevertebrate, 1 specie de pești, 7 specii de reptile.